# Antisocialites
Antisocialites — второй студийный альбом канадской инди-поп группы Alvvays. Альбом был официально выпущен 8 сентября 2017 года.

## Об альбоме
Группа начала записывать второй альбом в 2015 году. Во время тура в поддержку дебютного альбома, группа исполняла новые песни, которые в итоге вошли в треклист альбома. На концертах исполнялись все песни, кроме «In Undertow», «Lollipop (Ode to Jim)», «Already Gone» и «Forget About Life». Некоторые из песен были переименованы. Так, «Saved By A Waif» исполнялась на концертах, но до этого была известна как «New Haircut».
Чтобы написать песни для нового альбома, Молли отправилась на Острова Торонто, где днём работала в заброшенном школьном кабинете, а ночью спала в двух шагах от берега, чтобы избежать городской жары. Песню «Lollipop (Ode To Jim)» Молли написала после того, как спела «Just Like Honey» с группой The Jesus and Mary Chain в марте 2016 года.
В июле 2015 года, в интервью группы для NME, гитарист Алек О’Ханли рассказал, что следующий альбом будет «быстрым и более агрессивным» и что записывая его, они вдохновляются такими группами как Dolly Mixture и The Shop Assistants.
В записи альбома принял участие Норман Блейк (Teenage Fanclub). 

## История релиза
2 июня 2017 года в социальных сетях группы появился ролик, в котором можно было услышать короткий инструментальный отрывок неизвестной композиции. Участники саббредита /r/indieheads/ на сайте Reddit, в тот же день выяснили с помощью приложения Shazam, что в видео звучит новый сингл из нового альбома, а также узнали его название и названия других новых треков. Уже 6 июня группа официально представила лид-сингл «In Undertow» и анонсировала альбом. В этот же день стал доступен предзаказ альбома на физических носителях и на цифровых площадках. Помимо этого, был анонсирован тур по Северной Америке и Европе. Для оформивших предзаказ альбома на физических копиях, была возможность загрузить альбом в форматах MP3 или WAV на неделю раньше — 1 сентября.
25 июля был выпущен промосингл «Dreams Tonite», а 17 августа вышел сингл «Plimsoll Punks».
22 августа состоялась закрытая вечеринка прослушивания альбома, которая проходила в арендованном трамвае, в Торонто. Поклонники могли бесплатно получить билеты на вечеринку в нескольких музыкальных магазинах. Участники группы общались с фанатами, раздавали пиццу, напитки и бесплатный мерч.
30 июля альбом «утёк» в сеть, но уже на следующий день был официально доступен для прослушивания на сайте CBC Music.
В начале 2018 года, появилась информация о том, что на концертах группы официально продаётся кассета с тремя новыми не вошедшими на «Antisocialites» треками: «Pecking Order», «Supine Equine» и «Echolalia».

## Обложка альбома
Для обложки альбома использовался снимок штатного фотографа National Geographic Б. Энтони Стюарта. На оригинальной фотографии запечатлена группа людей, стоящих у озера Себейго (штат Мэн, США). Для предыдущего альбома группа также использовала снимок штатных фотографов National Geographic.

## Список композиций
| №                   | Название                | Длительность |
| ------------------- | ----------------------- | ------------ |
| 1.                  | «In Undertow»           | 3:17         |
| 2.                  | «Dreams Tonite»         | 3:16         |
| 3.                  | «Plimsoll Punks»        | 4:50         |
| 4.                  | «Your Type»             | 2:04         |
| 5.                  | «Not My Baby»           | 4:16         |
| 6.                  | «Hey»                   | 2:49         |
| 7.                  | «Lollipop (Ode to Jim)» | 3:18         |
| 8.                  | «Already Gone»          | 3:04         |
| 9.                  | «Saved by a Waif»       | 2:59         |
| 10.                 | «Forget About Life»     | 2:43         |
| Общая длительность: | Общая длительность:     | 32:36        |

## Синглы и видеоклипы
| Название сингла         | Дата             | Видеоклип                                                  | Детали     |
| ----------------------- | ---------------- | ---------------------------------------------------------- | ---------- |
| «In Undertow»           | 6 июня, 2017     | «In Undertow» (13 июля, 2017) Режиссёр: Джо Гаррити        |            |
| «Dreams Tonite»         | 25 июля, 2017    | «Dreams Tonite» (13 сентября, 2017) Режиссёр: Мэтт Джонсон |            |
| «Plimsoll Punks»        | 17 августа, 2017 | —                                                          | промосингл |
| «Lollipop (Ode to Jim)» | 7 сентября, 2017 | —                                                          | промосингл |

## Участники записи
Данные взяты из буклета альбома.
- Керри МакЛеллан — клавишные, вокал
- Брайан Мёрфи — бас-гитара, гитара
- Алек О’Ханли — гитара, электрогитара, бас-гитара, запись, производство
- Молли Ранкин — вокал, гитара, скрипка
- Крис Додж — барабаны, ударные

Дополнительные музыканты
- Моше Фишер-Розинберг — барабаны
- Джереми Годет — гитары
- Исаак Такэути — виолончель
- Норман Блэйк — колокольчики, вокал

Технический персонал и обложка
- Джон Конглтон — запись, продюсер.
- Селсо Эстрада, Тайлер Кармен, Марта Салони, Алекс Гэмбл, Грэм Уолш, Кенни Михан — звукорежиссёры
- Алек О’Ханли, Мэтт Эстеп — микширование
- Джастин Найс — доп. микширование
- Студии — Kingsize, Chez Centipede, Union Sound, Tarbox Road
- Дэвид Айвз — мастеринг
- Композиторы и обложка — Молли Ранкин, Алек О’Ханли
- Фотография на обложке — Б. Энтони Стюарт / Nat Geo / Getty

Благодарность
- Филипп МакИсаак, Бикс Бергер, Стив Чали, Аарон и Райан Крэйн, Дэйв Фридманн, Джим Гатри, Сет Хаббард, Робби Лакриц, Грег Миллсон, Пол Пелан, Чип Сазерленд, Макс Тернбулл